# Gold-Rad (Radsportteam)
Gold-Rad war ein in den 1930er Jahren bestehendes deutsches Radsportteam. 1949 wurde für eine Saison erneut eine professionelle Mannschaft zusammengestellt. Sponsor war das Unternehmen Goldberg aus Köln, die Fahrräder und Motorräder herstellte.

## Geschichte
Goldberg war nicht nur im Berufsradsport als Sponsor tätig. 1936 gewann Toni Merkens mit einem eigens für ihn gebauten Bahnradmodell von Gold-Rad die Goldmedaille im Sprint bei den Olympischen Sommerspielen 1936 in Berlin. 1949 wurde mit Blick auf das Etappenrennen Grünes Band der IRA 1949 (Vorläufer der Deutschland-Tour) eine Mannschaft von Straßenradsportlern engagiert. Zum Ende der Saison wurde das Team aufgelöst.

## Bekannte Fahrer
- Richard Voigt